# Oier Sanjurjo
Oier Sanjurjo Maté est un footballeur espagnol, né le 25 mai 1986 à Estella-Lizarra en Espagne. Il joue actuellement au poste de milieu défensif à l'AEK Larnaca.

## Biographie
Le 11 septembre 2005, Oier fait ses débuts professionnels avec le CA Osasuna B contre le SD Huesca en Segunda División B (1-1). Il joue vingt-quatre matchs durant la saison 2005-2006. Oier devient un titulaire régulier lors des deux saisons suivantes mais n'intègre pas l'équipe première.
Oier dispute son premier match pour son club formateur du CA Osasuna le 11 décembre 2007 en étant titularisé par José Ángel Ziganda au cours d'une victoire 2-0 contre le RCD Majorque en Coupe du Roi. 
Oier decouvre la Liga lors de la saison 2008-2009. Il remplace Nacho Monreal contre le Deportivo La Corogne le 24 septembre 2008. Néanmoins, il ne parvient pas à s'imposer à Osasuna et ne joue que vingt-huit matchs en l'espace de trois saisons. Peu utilisé, Oier est prêté au Celta Vigo pour la saison 2011-2012. Il gagne en temps de jeu en Galice, étant titulaire lors de ses trente-trois rencontres de Segunda División.
À son retour à Osasuna, Oier devient un titulaire régulier du club. Le 30 octobre 2013, il marque son premier but professionnel contre le Rayo Vallecano en Liga (3-1).
Oier, capitaine du club, soulève son premier trophée en remportant la Segunda División en 2019.

## Palmarès
- CA Osasuna
  - Champion d'Espagne de D2 en 2019